# ウェールズ公国

ウェールズ公国
Tywysogaeth Cymru (ウェールズ語)

ウェールズ公国（1267年 - 1277年）
ウェールズ大公による直接支配地域   グウィネズ（ルウェリン・アプ・グリフィズ大公の領土）  ルウェリン・アプ・グリフィズ大公による征服地  ルウェリンの家臣の領土  ウェールズ辺境の諸侯の支配地域  イングランドの王による支配地域

ウェールズ公国（ウェールズこうこく、ウェールズ語: Tywysogaeth Cymru、英語: Principality of Wales）は、グレートブリテン島の西部、現在のイギリスのウェールズに存在した公国である。成立年代は諸説あるが、1216年のアベルダビの会議で成立したと考えることもでき、1283年にはウェールズ大公家の滅亡により事実上の滅亡を迎えたが、イングランドへ法体系まで統合され、完全にイングランド王国に併合されるのは1542年のことである。

## 来歴
ウェールズ公国の存在が最初にうかがえるのはウェールズ全体に覇権を伸ばしたグウィネズ王大ルウェリンが1216年のアベルダビの会議でウェールズの支配権を獲得したときと考えられる。
そして、1218年にイングランド王ヘンリー3世との間にウスター条約においてウェールズ支配を認めさせた。
1240年、大ルウェリンの後を継いだダフィズ・アプ・ルウェリンが1244年にバチカンにウェールズ大公（プリンス・オブ・ウェールズ）の称号を一時的に認めさせた。
1246年にルウェリン・アプ・グリフィズは継承し、ウェールズの多くの領域を支配下に収め、1258年にウェールズ大公を諸侯に認めさせ、これをもってウェールズの王となったとする見方もある。ただしこの称号がこの時点でイングランド王家に認められなかった。
1267年にモンゴメリー条約により、イングランド王ヘンリー3世によりウェールズ大公の称号が認められ、ウェールズ諸侯はルウェリン・アプ・グリフィズの支配下にあるとされたが、イングランド王国へ宗主権を認め、お金を支払わされることになった。
グウィネズ王国の独立した歴史の終焉でもあった。その後はイングランド王国と対立を繰り返し、1282年に処刑された。その後ダフィズ・アプ・グリフィズがウェールズ大公を名乗り、抵抗を続けたが1283年に処刑された。
こうしてウェールズ公国は事実上の滅亡を迎え、イングランド王国の支配を受けることになったが、1535年から1542年にかけてのウェールズ法諸法が出され、1542年にイングランド王国の法体系に完全に編入され、名目上のウェールズ公国も消滅した。
プリンス・オブ・ウェールズの称号は1301年にイングランド王エドワード1世がのちにエドワード2世となる嫡男に与えたのをきっかけにイングランド王国の王位の法定推定相続人の称号となり、のちのグレートブリテン王国でも用いられ、現在のイギリス王室に受け継がれることになった。